# Derechos colectivos
Derechos colectivos son los derechos cuyo sujeto de derecho no es un individuo (como es el caso de los derechos individuales), sino un conjunto colectivo o grupo social (por ejemplo los pueblos indígenas). Mediante esos derechos se protege los intereses e incluso la identidad de tales colectivos. Se definieron a partir del derecho de autodeterminación, y se engloban en los llamados "derechos de tercera generación" , según la teoría de las tres generaciones de derechos humanos.

## Historia de los derechos colectivos
El "derecho de autodeterminación de los pueblos" tuvo su primera utilización a gran escala en los Catorce puntos de Wilson, con los que se pretendía acabar con la Primera Guerra Mundial y establecer una paz definitiva. La Conferencia de Paz de París (1919) no fue una aplicación de dicho principio, que no obstante fue constantemente aludido en las relaciones internacionales del periodo de entreguerras y en la Sociedad de Naciones. La decisión del futuro político de muchos territorios europeos (como por ejemplo, el Sarre) se decidió mediante consultas populares en forma de referéndum.
En 1948, la Asamblea General de las Naciones Unidas proclamó (por 48 votos a favor, ninguno en contra y 8 abstenciones) la Declaración Universal de Derechos Humanos, que a partir de entonces ha sido adoptada por cada uno de los Estados. Todos los derechos especificados en la declaración estaban basados en el individuo, como el derecho a la no discriminación, a la libertad de movimiento, privacidad, al matrimonio por libre consentimiento de los esposos, a condiciones justas y favorables en el trabajo, a la participación en la vida cultural, a una igual protección ante la ley, etc.
No obstante, la Carta de las Naciones Unidas (firmada el 26 de junio de 1945 y en vigor desde el 24 de octubre del mismo año) recoge expresamente el concepto de "libre determinación de los pueblos" (en el artículo 1, dedicado a los principios de la Organización, y el artículo 55, dentro del Capítulo IX, sobre Cooperación internacional económica y social). La autodeterminación también inspiró el tratamiento que se dio a los territorios coloniales. Los artículos 73 a 91, que corresponden a los capítulos XI (Declaración relativa a territorios no autónomos), XII (Régimen internacional de administración fiduciaria) y XIII (Consejo de Administración Fiduciaria) recogen el régimen de estos territorios. En 1966 se elaboró el Pacto Internacional de Derechos Civiles y Políticos, cuyo primer artículo proclama:

|Todos los pueblos tienen el derecho de libre determinación. En virtud de este derecho establecen libremente su condición política y proveen asimismo a su desarrollo económico, social y cultural.

Para el logro de sus fines, todos los pueblos pueden disponer libremente de sus riquezas y recursos naturales, sin perjuicio de las obligaciones que derivan de la cooperación económica internacional basada en el principio del beneficio recíproco, así como del derecho internacional. En ningún caso podrá privarse a un pueblo de sus propios medios de subsistencia
Pacto Internacional de los Derechos Civiles y Políticos

## Controversia
Este es un tema controvertido, particularmente cuando los derechos colectivos entran en conflicto con los derechos individuales. Como con todas las demás clases de derechos, se debate si los derechos colectivos realmente existen, y en el caso de existir, cuáles son realmente (además del de autodeterminación).
Otra controversia la suscita la calificación de determinados derechos sociales como la huelga o la negociación colectiva, que para algunos son derechos colectivos, mientras que para la opinión más extendida son derechos individuales ejercidos colectivamente.
En el caso de España, el "derecho a la autonomía de las nacionalidades y regiones" que integran la "nación española" es el único derecho colectivo que reconoce la Constitución de 1978, al ser su sujeto tales nacionalidades y regiones (por ejemplo, el rey ha de jurar "respetar los derechos de los ciudadanos y de las Comunidades Autónomas"); aunque su interpretación es objeto de constante controversia. La jurisprudencia del Tribunal Constitucional consiste esencialmente en que en España solo hay una "nación" a efectos jurídico-constitucionales (la "nación española"), y solo un pueblo soberano (el "pueblo español"), siendo los "pueblos de España" entidades protegidas por la "Nación española... en el ejercicio de los derechos humanos, sus culturas y tradiciones, lenguas e instituciones".

## En Argentina
Los derechos colectivos en Argentina son reconocidos a partir de la reforma de la Constitución Nacional de 1994 En particular, dentro de los artículos 41, 42 y 43.
El artículo 41 determina el "derecho a un ambiente sano, equilibrado, apto para el desarrollo humano".
El artículo 42 se refiere a la defensa de “los consumidores y usuarios de bienes y servicios”.
Mucho más específico es al artículo 43, que además de repetir los conceptos de "derechos que protegen al ambiente, a la competencia, al usuario y al consumidor, así como a los derechos de incidencia colectiva en general", autoriza a "interponer acción expedita y rápida de amparo" para proteger los "derechos de incidencia colectiva".
Antes de la reforma de la Constitución siempre se reconoció a los partidos políticos y a los gremios “una legitimación en cierto modo colectiva”. También había antecedentes de causas judiciales colectivas. Entre las más conocidos está el caso Ekmekdjian vs Sofovich en el que “el accionante no había sido mencionado ni individualizado siquiera”.
En opinión de María Angélica Gelli, con la incorporación del concepto de "derechos de incidencia colectiva" en el artículo 43 “finaliza el debate acerca del reconocimiento jurídico de los llamados derechos de pertenencia colectiva o difusa”.
Sin embargo, Agustín Gordillo, quien ha estudiado la aplicación del artículo 43, señala que "en los primeros años de la reforma constitucional su aplicación fue relativamente limitada". Gordillo señala el comienzo del proceso de adaptación de la justicia a la Constitución reformada a partir del caso Schroder, cuando el tribunal dijo que “el problema de la legitimación de los particulares no debe constituir una verdadera denegación del acceso a la justicia” (Sala III, Schroder, LL, 1994-E, 449).
Veinte años después de la inclusión del concepto de derechos colectivos en la reforma de la Constitución de 1994, también se reforma en Argentina el Código Civil y Comercial. En sus artículos 14, 240 y 241 el nuevo Código Civil, sancionado en 2014, se hace eco de las novedades de la reciente reforma constitucional. El artículo 240 sugiere proteger "la flora, la fauna, la biodiversidad, el agua, los valores culturales, el paisaje".
Ricardo Lorenzetti, Presidente de la Comisión que elaboró la reforma del Código Civil y Comercial, explica en estos términos el sentido del artículo 240: "el Derecho Ambiental es un derecho de incidencia colectiva, referido al bien colectivo ambiente, que se ubica en la esfera social de los individuos, siendo de pertenencia supraindividual. Los bienes colectivos se caracterizan por presentar una estructura no distributiva -y por lo tanto, no exclusiva ni excluyente de su uso y la no rivalidad del consumo-, son de imposible división en partes para otorgárselos a los individuos, y la creación o conservación de los mismos está ordenada normativamente prima facie o definitivamente".
La Constitución Nacional y el Código Civil y Comercial son el fundamento de la legislación argentina en lo que hace a derechos colectivos. Pero además hay una serie de leyes específicas que regulan la aplicación de los derechos colectivos, sobre todo la Ley 25.675, llamada Ley de Política Ambiental Nacional, sancionada en 2002.